# Pascua-Lama
Pascua-Lama è un progetto minerario di oro, argento nella Cordigliera delle Ande a sud di Atacama, al confine tra Cile e Argentina ad un'altitudine di oltre 4.500 metri.
Barrick Gold, la più grande società al mondo per l'estrazione dell'oro, con sede a Toronto sta sviluppando il progetto. Vista la prossimità col ghiacciaio di Pascua-Lama è sorta una controversia e varie proteste in Cile che sono sfociate in dimostrazioni e petizioni presentate al Governo cileno. Malgrado ciò i governi argentino e cileno hanno entrambi approvato il progetto.
Pascua-Lama contiene depositi di 17 milioni di once di oro e 635 milioni di once di argento, col 75 percento dei depositi in Cile ed il 25 percento in Argentina.

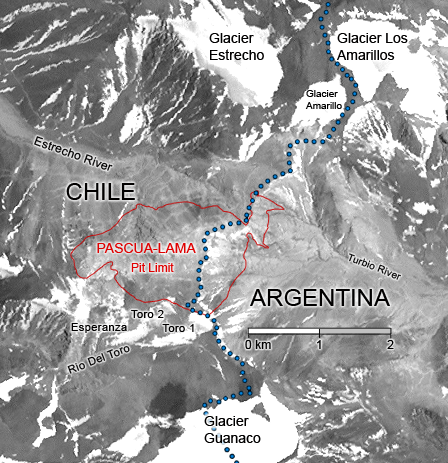
Satellite view of the project area showing the Pascua-Lama open pit in red

La Barrick intende avviare la costruzione della miniera alla fine del 2007.